# Bouton (Iowa)
Bouton es una ciudad situada en el condado de Dallas, en el estado de Iowa, Estados Unidos. Según el censo de 2010 tenía una población de 129 habitantes.

## Geografía
Según la Oficina del Censo de los Estados Unidos, la localidad tiene un área total de 0,36 km², la totalidad de los cuales 0,36 km² corresponden a tierra firme.

## Demografía
Según el censo de 2010, había 129 personas residiendo en la localidad. La densidad de población era de 358,33 hab./km². Había 63 viviendas con una densidad media de 175 viviendas/km². El 98,45% de los habitantes eran blancos, el 0,78% amerindios, y el 0,78% pertenecía a dos o más razas. 